# Hymenops perspicillatus
A Hymenops perspicillatus a madarak (Aves) osztályának a verébalakúak (Passeriformes) rendjébe és a királygébicsfélék (Tyrannidae) családjába tartozó Hymenops nem egyetlen faja.

## Előfordulása
Argentína, Bolívia, Brazília, Chile, Paraguay, Peru és Uruguay területén honos. A természetes élőhelye szubtrópusi és trópusi bokrosok és gyepek, mocsarak, lápok, folyók és patakok környéke, valamint legelők.

## Alfajai
- Hymenops perspicillatus andinus (Ridgway, 1879)
- Hymenops perspicillatus perspicillatus (Gmelin, 1789)

## Megjelenése
Átlagos testtömege 22.9 gramm. A hím tollazata majdnem teljesen fekete, a tojóé barna.
|  |